# آلان نروگارد
آلان نروگارد (انگلیسی: Allan Nørregaard؛ زادهٔ ۱۹ march ۱۹۸۱ (۴۳ سال)) قایقران قایق بادبانی اهل دانمارک است.